# Canton d'Audeux
Le canton d'Audeux est une ancienne division administrative française, située dans le département du Doubs et la région Franche-Comté.

## Représentation

### Conseillers généraux de 1833 à 2015
| Période | Période      | Identité                        | Étiquette     | Qualité |
| ------- | ------------ | ------------------------------- | ------------- | --- |
| 1833    | 1848         | Désiré-Joseph Véjux             | Centre gauche | Député (1834-1848) Conseiller à la Cour d'appel de Besançon                                                                     |
| 1848    | 1852         | Etienne Mazouhié                |               | Notaire à Besançon |
| 1852    | 1873 (décès) | Dominique du Pouey              |               | Général de brigade retraité Propriétaire du Château d'Uzel à Pelousey                                                           |
| 1873    | 1889 (décès) | Aimable Albert Désiré Chenevier | Républicain   | Directeur de l'Ecole de médecine de Besançon                                                                                    |
| 1889    | 1906 (décès) | Paul Edmond Francey             | Rad.          | Avocat, adjoint au Maire de Besançon                                                                                            |
| 1907    | 1910         | Charles Tramu                   | Rad.          | Négociant en vins, maire de Saint-Vit, député (1898-1902)                                                                       |
| 1910    | 1918 (décès) | Albert Métin                    | Rad.          | Professeur au Conservatoire National des Arts et Métiers Député (1909-1918) Ministre (1914-1916) Sous-secrétaire d'État (1917)  |
| 1919    | 1922         | Gustave Carrelet                | Droite        | Propriétaire Maire de Sauvagney                                                                                                 |
| 1922    | 1934         | Eugène Vernerey                 | Rad.          | Propriétaire à Recologne |
| 1934    | 1940         | Camille Joliot                  | RG            | Négociant, conseiller municipal d' École-Valentin Nommé conseiller départemental en 1943                                        |
|         |              |                                 |               | |
| 1945    | 1976         | Albert Migeon (1910-1977)       | Rad.          | Industriel, rénovateur de la saline d'Arc-et-Senans Propriétaire à Lantenne-Vertière, ancien conseiller d'arrondissement        |
| 1976    | 1982         | Arlette Querach                 | PS            | Maire de Villers-Buzon |
| 1982    | 2004 (décès) | Claude Girard                   | RPR puis UMP  | Zootechnicien Député (1993-1997) et (2002-2004) Président du Conseil Général (1998-2004) Conseiller régional (1992-1993)        |
| 2004    | 2015         | Gérard Galliot                  | DVG           | Éleveur Maire de Dannemarie-sur-Crète Député suppléant de Barbara Romagnan (2012-2017) Élu en 2015 dans le canton de Besançon-1 |

### Conseillers d'arrondissement (de 1833 à 1940)
| Période                                  | Période      | Identité                           | Étiquette                    | Qualité |
| ---------------------------------------- | ------------ | ---------------------------------- | ---------------------------- | --- |
| 1833                                     | 1848         | M. Maire                           |                              | Maire de Sauvagney                                                                                          |
| 1848                                     |              | M. Pernet                          |                              | |
|                                          |              |                                    |                              | |
|                                          | 1884 (décès) | Charles Martin Vannier (1817-1884) |                              | Médecin à Pouilley-les-Vignes                                                                               |
|                                          |              |                                    |                              | |
| 1895                                     |              | Léon-Claude-Pierre Petit           |                              | Propriétaire, expert agricole, maire de Recologne, Président du comice agricole                             |
|                                          |              |                                    |                              | |
| 1919                                     | 1925         | Francis Depierre                   | Rad.                         | Cultivateur, maire d'Émagny                                                                                 |
| 1925                                     | 1931         | M. Binétruy                        | Rad.                         | |
| 1931                                     |              | M. Jolyot                          | Union nationale républicaine | Agriculteur                                                                                                 |
|                                          | 1937         | Paul Migeon (1869-1955)            | Rad.                         | Industriel tuilier, propriétaire à Lantenne-Vertière                                                        |
| 1937                                     | 1940         | Albert Migeon fils (1910-1977)     | Rad.                         | Ingénieur, Lantenne-Vertière                                                                                |
| 1940                                     |              |                                    |                              | Les conseils d'arrondissement ont été suspendus par la loi du 12 octobre 1940 et n'ont jamais été réactivés |
| Les données manquantes sont à compléter. |              |                                    |                              | |

## Composition
Le canton d'Audeux était composé des quarante communes suivantes : 
| Nom                   | Code Insee | Intercommunalité            | Superficie (km2) | Population (dernière pop. légale) | Densité (hab./km2) |
| --------------------- | ---------- | --------------------------- | ---------------- | --------------------------------- | ------------------ |
| Audeux (chef-lieu)    | 25030      | CU Grand Besançon Métropole | 1,75             | 431 (2014)                        | 246                |
| Auxon-Dessous         | 25034      | CU Grand Besançon Métropole | 6,28             | 1 337 (2012)                      | 213                |
| Auxon-Dessus          | 25035      | CU Grand Besançon Métropole | 3,88             | 1 171 (2012)                      | 302                |
| Berthelange           | 25055      | CC du val marnaysien        | 4,07             | 309 (2014)                        | 76                 |
| Burgille              | 25101      | CC du val marnaysien        | 9,28             | 549 (2014)                        | 59                 |
| Champagney            | 25115      | CU Grand Besançon Métropole | 3,01             | 267 (2014)                        | 89                 |
| Champvans-les-Moulins | 25119      | CU Grand Besançon Métropole | 2,52             | 356 (2014)                        | 141                |
| Chaucenne             | 25136      | CU Grand Besançon Métropole | 4,88             | 522 (2014)                        | 107                |
| Chemaudin             | 25147      | CU Grand Besançon Métropole | 7,30             | 1 500 (2014)                      | 205                |
| Chevigney-sur-l'Ognon | 25150      | CC du val marnaysien        | 4,58             | 266 (2014)                        | 58                 |
| Corcelles-Ferrières   | 25162      | CC du val marnaysien        | 2,25             | 195 (2014)                        | 87                 |
| Corcondray            | 25164      | CC du val marnaysien        | 5,38             | 144 (2014)                        | 27                 |
| Courchapon            | 25172      | CC du val marnaysien        | 5,31             | 192 (2014)                        | 36                 |
| Dannemarie-sur-Crète  | 25195      | CU Grand Besançon Métropole | 4,06             | 1 411 (2015)                      | 348                |
| École-Valentin        | 25212      | CU Grand Besançon Métropole | 3,22             | 2 476 (2015)                      | 769                |
| Émagny                | 25217      | CC du val marnaysien        | 5,15             | 594 (2014)                        | 115                |
| Étrabonne             | 25225      | CC du val marnaysien        | 5,52             | 192 (2014)                        | 35                 |
| Ferrières-les-Bois    | 25235      | CC du val marnaysien        | 4,17             | 318 (2014)                        | 76                 |
| Franey                | 25257      | CC du val marnaysien        | 3,38             | 291 (2014)                        | 86                 |
| Franois               | 25258      | CU Grand Besançon Métropole | 7,29             | 2 274 (2015)                      | 312                |
| Jallerange            | 25317      | CC du val marnaysien        | 5,41             | 225 (2014)                        | 42                 |
| Lantenne-Vertière     | 25326      | CC du val marnaysien        | 9,88             | 538 (2014)                        | 54                 |
| Lavernay              | 25332      | CC du val marnaysien        | 7,74             | 577 (2014)                        | 75                 |
| Le Moutherot          | 25414      | CC du val marnaysien        | 1,30             | 133 (2014)                        | 102                |
| Mazerolles-le-Salin   | 25371      | CU Grand Besançon Métropole | 4,20             | 210 (2014)                        | 50                 |
| Mercey-le-Grand       | 25374      | CC du val marnaysien        | 6,56             | 531 (2014)                        | 81                 |
| Miserey-Salines       | 25381      | CU Grand Besançon Métropole | 6,22             | 2 383 (2015)                      | 383                |
| Moncley               | 25383      | CC du val marnaysien        | 7,92             | 299 (2014)                        | 38                 |
| Noironte              | 25427      | CU Grand Besançon Métropole | 6,73             | 381 (2014)                        | 57                 |
| Pelousey              | 25448      | CU Grand Besançon Métropole | 6,18             | 1 495 (2015)                      | 242                |
| Pirey                 | 25454      | CU Grand Besançon Métropole | 6,67             | 2 054 (2014)                      | 308                |
| Placey                | 25455      | CC du val marnaysien        | 2,57             | 187 (2014)                        | 73                 |
| Pouilley-Français     | 25466      | CU Grand Besançon Métropole | 6,08             | 824 (2014)                        | 136                |
| Pouilley-les-Vignes   | 25467      | CU Grand Besançon Métropole | 9,34             | 1 941 (2015)                      | 208                |
| Recologne             | 25482      | CC du val marnaysien        | 6,78             | 643 (2014)                        | 95                 |
| Ruffey-le-Château     | 25510      | CC du val marnaysien        | 7,25             | 347 (2014)                        | 48                 |
| Sauvagney             | 25536      | CC du val marnaysien        | 3,95             | 171 (2014)                        | 43                 |
| Serre-les-Sapins      | 25542      | CU Grand Besançon Métropole | 5,24             | 1 556 (2015)                      | 297                |
| Vaux-les-Prés         | 25593      | CU Grand Besançon Métropole | 5,14             | 369 (2014)                        | 72                 |
| Villers-Buzon         | 25622      | CC du val marnaysien        | 3,19             | 246 (2014)                        | 77                 |

## Démographie
| 1962  | 1968  | 1975   | 1982   | 1990   | 1999   | 2006   | 2011   | 2012   |
| ----- | ----- | ------ | ------ | ------ | ------ | ------ | ------ | ------ |
| 7 667 | 9 066 | 12 827 | 16 733 | 21 384 | 24 169 | 26 983 | 28 549 | 28 936 |